# Richard Potts (Politiker)

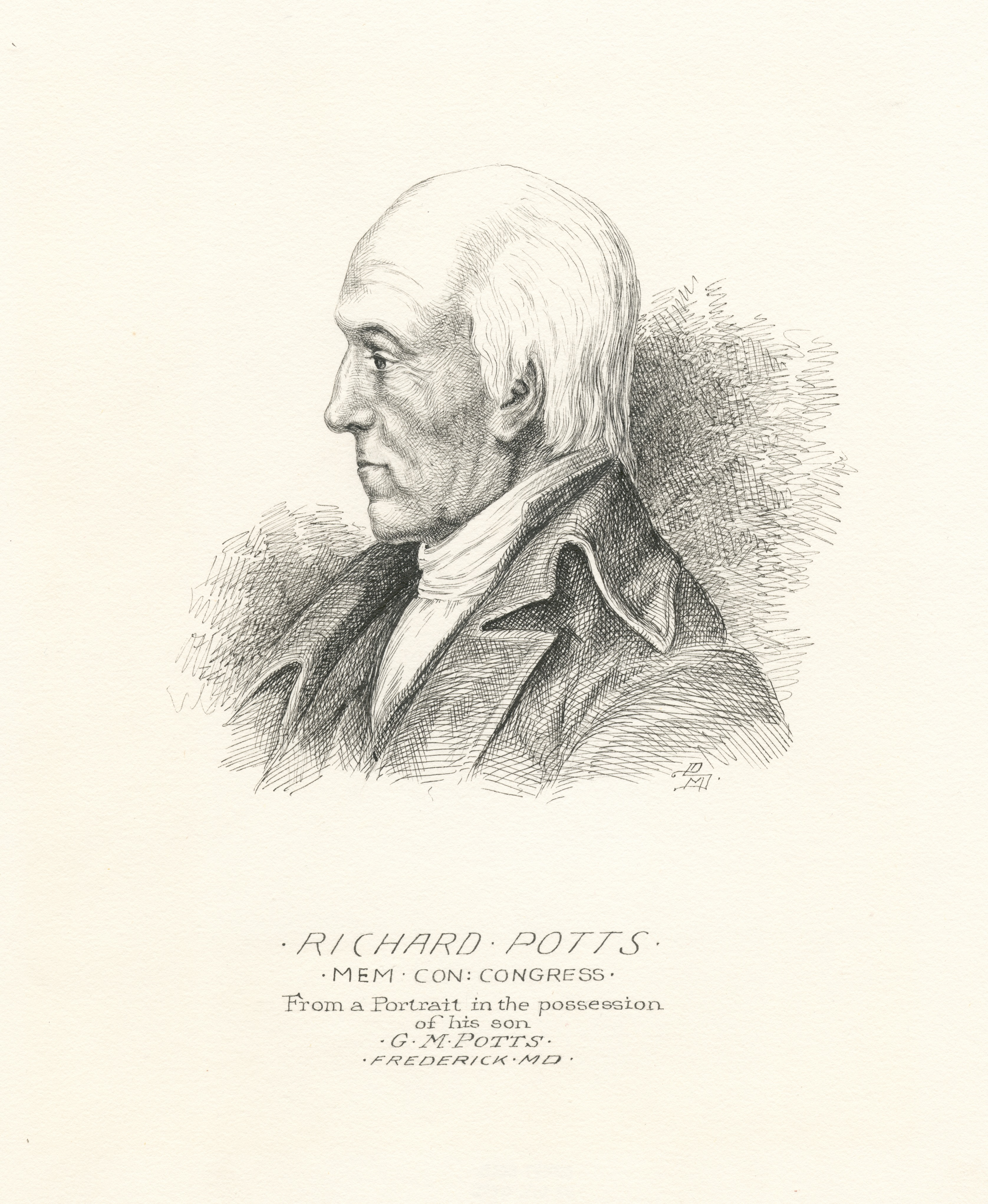
Richard Potts

Richard Potts (* 19. Juli 1753 in Upper Marlboro, Prince George’s County, Provinz Maryland; † 26. November 1808 in Frederick, Maryland) war ein US-amerikanischer Jurist und Politiker, der den Bundesstaat Maryland im US-Senat vertrat. Zuvor hatte er bereits als Delegierter aus Maryland am Kontinentalkongress teilgenommen.

## Leben
Als Richard Potts vier Jahre alt war, zogen seine Eltern mit ihm nach Barbados. 1761 kehrte die Familie nach Maryland zurück und ließ sich in Annapolis nieder, wo der Sohn später die Rechtswissenschaften studierte. Nachdem er seine Zulassung als Rechtsanwalt erhalten hatte, praktizierte er ab 1775 im Frederick County. Nach Ausbruch der Revolution gehörte Potts im Jahr 1776 dem dortigen Committee of Observation an; im Jahr darauf wurde er militärischer Berater des Gouverneurs von Maryland. Während dieser Zeit fungierte er auch als Clerk am Gerichtshof des Frederick County, was er bis 1778 blieb. 1784 wurde er Staatsanwalt für die Countys Frederick, Montgomery und Washington.
Sein erstes politisches Mandat hatte Potts von 1779 bis 1780 inne, als er im Abgeordnetenhaus von Maryland saß; von 1787 bis 1788 gehörte er dieser Parlamentskammer erneut an. Im Jahr 1781 nahm er an den Sitzungen des Kontinentalkongresses in Philadelphia teil. Die Wahl in den Senat von Maryland lehnte er 1787 ab. Im Jahr darauf war er Mitglied des Staatskonvents, der für Maryland die Verfassung der Vereinigten Staaten ratifizierte. US-Präsident George Washington ernannte Potts 1789 zum ersten Bundesstaatsanwalt für Maryland; diese Position bekleidete er bis 1791. Danach wurde er Oberster Richter im fünften Gerichtskreis seines Staates und blieb dies bis 1793. An der Präsidentschaftswahl von 1792 nahm er als Mitglied des Electoral College teil. Zu dieser Zeit gehörte er zur Pro-Administration-Fraktion, aus der später die Föderalistische Partei hervorging.
Als Föderalist wurde Potts in den Senat der Vereinigten Staaten gewählt, wo er am 10. Januar 1793 die Nachfolge des zurückgetretenen Charles Carroll antrat. Er verblieb bis zu seinem eigenen Rücktritt am 24. Oktober 1796 im Kongress. Danach übernahm er bis 1801 wieder den Posten des Chief Judge im fünften Gerichtskreis von Maryland, ehe er zum beigeordneten Richter am Obersten Gerichtshof des Staates, dem Maryland Court of Appeals, ernannt wurde. Richard Potts ging 1804 in den Ruhestand und verstarb am 26. November 1808 in Frederick. Er wurde auf dem All Saints’ Parish Cemetery beigesetzt; später erfolgte eine Umbettung auf den Mount Olivet Cemetery in Baltimore.